# Предтеченский, Михаил Яковлевич
Михаил Яковлевич Предтеченский (28 октября (9 ноября) 1833 — 14 (26) января 1883) — российский духовный писатель, богослов, проповедник, священник церкви Вознесения в Санкт-Петербурге, магистр Санкт-Петербургской духовной академии, преподаватель.
Был сыном причетника Тверской епархии. Образование получил в Тверской Духовной Семинарии и Санкт-Петербургской духовной академии, которую окончил в 1857 году и в том же году был назначен бакалавром по кафедре каноники и литургики в Казанскую Духовную Академию. В 1858 году ректором академии Иоанном был назначен читать, вместо каноники и литургики, греческий и латинский языки, но вышел в отставку из академии и 10 декабря 1858 года был определён преподавателем Петербургской Духовной Семинарии по физике и математике. В 1860 году Предтеченский принял священство и служил сначала священником, а потом протоиереем Вознесенской церкви в Петербурге и в последние годы жизни был членом Консистории.
Ему принадлежат: «Слово в неделю св. жен-мироносиц» (Санкт-Петербург, 1879 год; «Кафедра Исаакиевского собора», часть II); «Слово в день рождения Государыни Цесаревны и Великой Княгини Марии Феодоровны» (Санкт-Петербург, 1879 год; «Кафедра Исаакиевского Собора», IX); «Слово в день тезоименитства его высокопреосвященства высокопреосвященнейшего митрополита Исидора» (Санкт-Петербург, 1880 год; «Кафедра Исаакиевского Собора», XIII); «Печальным утешение. Беседы на дни празднования в честь иконы Божией Матери: утоли моя печали, произнесённые в Санкт-Петербургской Вознесенской церкви в 1880—1881 гг.» (Санкт-Петербург, 1881 год); «О бытии Божием и высочайших божественных свойствах. Беседы, произнесенные в Казанском соборе» (издательства Общества религиозно-нравственного просвещения, Санкт-Петербург, 1883 год).